# Yuksporita
La yuksporita és un mineral de la classe dels inosilicats, i dins d'aquesta pertany a l'anomenat “grup de l'umbita”. Va ser descoberta l'any 1922 a la muntanya Yukspor del massís de Khibini (Rússia), sent nomenada així per aquesta muntanya.
Un sinònim poc usat és juxporita.

## Característiques químiques
És un silicat hidroxilat i hidratat de diversos metalls: potassi, calci, sodi, estronci, manganès, titani i niobi. L'estructura molecular és la de inosilicat del tipus amfíbol amb cadenes dobles de tetraedres de sílice.
A més dels elements de la seva fórmula, sol portar com a impureses: alumini, ferro, magnesi, clor, bari i fluor.

## Formació i jaciments
Apareix en vetes de roques alcalines diferenciades de tipus sienita amb nefelina.
Sol trobar-se associat a altres minerals com: titanita, pectolita, astrofilita, biotita, egirina, kalsilita, feldespat potàssic, lamprofilita, wadeita o tausonita.